# 桑塔格冰原島峰
桑塔格冰原島峰（英語：Sonntag Nunatak），是南極洲的冰原島峰，位於埃爾斯沃思地，處於哈密爾頓崖東北面37公里，屬於蒂爾山脈的一部分，現時由南極條約體系管理。
84°53′S 86°42′W / 84.883°S 86.700°W